# Processo Krupp

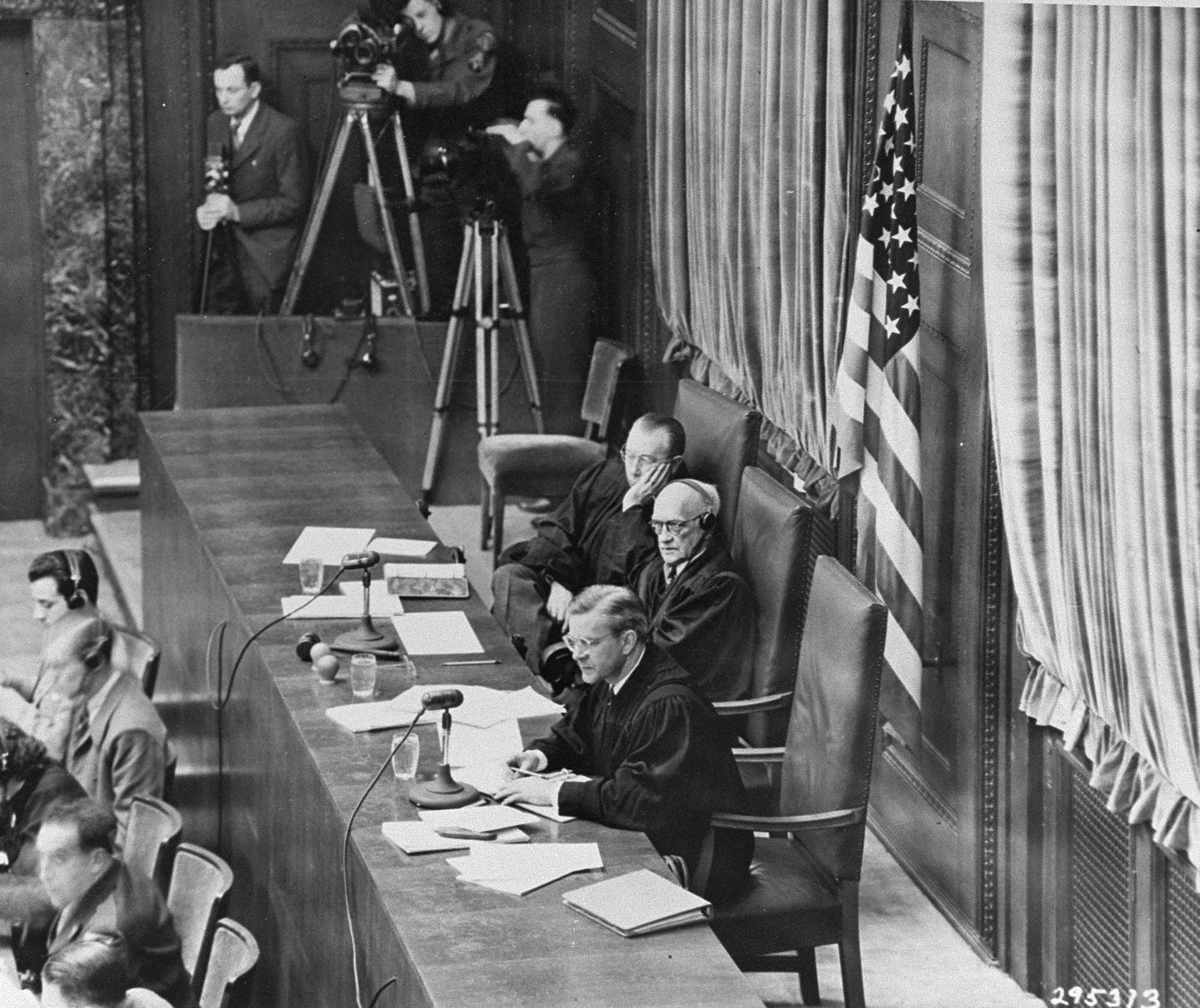
Os juízes do Processo Krupp. Do fundo para a frente: Daly, Anderson (presidente) e Wilkins

O Processo Krupp (ou oficialmente, Os Estados Unidos vs. Alfried Krupp, et al.) foi o décimo de doze julgamentos movido pelos Estados Unidos contra colaboradores e chefes do nazismo por crimes de guerra nos chamados processos de guerra de Nuremberg. Aconteceu em Nuremberg, Alemanha, após o fim da Segunda Guerra Mundial.

## Acusações
1. Crimes contra a paz;
2. Crimes contra a humanidade por participar e colaborar com a exploração de países ocupados;
3. Crimes contra a humanidade por assassinatos;
4. Conspirar para cometer crimes contra a paz

Todos os acusados foram indiciados nas acusações 1, 3, e 4. Somente Lehmann e Kupke não foram julgados pela acusação 2.

## Acusados
| Nome                            | Função                                | Sentença           |
| ------------------------------- | ------------------------------------- | ------------------ |
| Alfried Krupp                   | Chefe do Grupo                        | 12 anos            |
| Ewald Oskar Ludwig Löser        | Antigo CFO                            | 7 anos             |
| Eduard Houdremont               | Diretor de campos de trabalho         | 10 anos            |
| Erich Müller                    | diretor, chefe de fabricação de armas | 12 anos            |
| Friedrich Wilhelm Janssen       | CFO, sucessor de Löser                | 10 anos            |
| Karl Heinrich Pfirsch           | Antigo chefe de vendas                | Inocente           |
| Max Otto Ihn                    | Chefe da inteligência                 | 9 anos             |
| Karl Adolf Ferdinand Eberhardt  | Chefe de vendas                       | 9 anos             |
| Heinrich Leo Korschan           | Deputado                              | 6 anos             |
| Friedrich von Bülow             | Chefe das relações públicas           | 12 anos            |
| Werner Wilhelm Heinrich Lehmann | Ajudante de Ihn                       | 6 anos             |
| Hans Albert Gustav Kupke        | Líder dos campos de trabalho          | 2 anos e dez meses |